# Balakhani
Balakhani (en azéri : Balaxanı) est une agglomération urbaine du district de Sabuntchu à Bakou, en Azerbaïdjan. Avant le boom pétrolier, les principales occupations de la population étaient l'agriculture, le jardinage et l'horticulture.

## Situation géographique et histoire
C'est l'un des plus anciens districts de Bakou. Le village est connu comme le premier centre pétrolier de la péninsule d'Absheron. En 1813, le propriétaire de tous les puits Balakhani était le Baku khan Huseyn, à l'exception de deux appartenant aux frères Selimkhanov.
De plus, tous les puits sont acquis par le premier pétrolier russe Mark Tarumov. En 1837, l'ingénieur minier Nikolai Voskoboinikov a fondé une raffinerie de pétrole à Balakhani, où pour la première fois le pétrole a été chauffé au gaz naturel.
En 1871, le deuxième puits de pétrole de Russie (64 mètres) est foré mécaniquement. Le 1er avril 1873, le premier puits de forage pétrolier a frappé Balakhani. Sur ordre de la société des frères Nobel, le premier oléoduc de Russie est construit entre Balakhani et une raffinerie de pétrole dans la ville noire de Bakou.
En 1898, le photographe Alexandre Michon tourne un court métrage documentaire muet "Fontaine d'huile à Balakhani", connu comme le premier film de l'histoire du cinéma azerbaïdjanais.
Il est situé au nord-est de Bakou, au milieu de la péninsule d'Absheron, à côté de Sabuntchu, du village de Ramana, de Zabrat, des villages de Digah et de Mammadli. À une altitude dans la partie nord, il y a un ancien cimetière qui divise le village en deux quartiers - Haut et Bas. La partie nord de Balakhani est appelée quartier Rzagulu, la partie sud est appelée quartier Djanhuseyn par la population. À ce jour, le village a réussi à conserver sa structure en plan traditionnelle. À partir de 1989, une zone résidentielle appelée Yeni Balakhani a commencé à se former dans la partie ouest de la colonie.

## Monuments historiques
Mosquée Hadji Chahla
La mosquée Hadji Chahla est un monument architectural du XIVe siècle construit sur une haute colline dans le cimetière de la colonie de Balakhani. La tombe se compose de deux parties - une salle intérieure et un grand portail.
Il y avait une inscription de deux lignes sur la porte d'entrée, dont le texte se lit comme suit : ce bâtiment appartient à Hadji Chahla bin Shakir. Sept cent quatre-vingt-septième année (787-1385/86).
Tombeau de Chakir agha
La tombe de Chakir agha, située dans le cimetière de Balakhani, est construite en 1427-1428 et est située à six mètres de la mosquée Hadji Chahla, construite en 1385-1386. Le mausolée de Chakir agha est considéré comme le monument Balakhani le plus précieux en termes d'architecture.
Caravansérail Chah Safi
Le caravansérail Chah Safi est construit en 1635-36 par le maître Burhan et le commandant Behbud. Sa construction a été ordonnée par Ali Hussein Bahadirkhan Shah Safiaddin. Le bâtiment est fait de matériaux calcaires locaux et a un toit rectangulaire. Le monument, également appelé Khaja Ruhulla par les locaux, est situé au centre du village. Pendant de nombreuses années, ce caravansérail a été utilisé comme entrepôt. Cependant, grâce aux efforts des villageois, l'intérieur du caravansérail a été nettoyé et aménagé.
Il y avait une inscription sur la porte en bois voûtée du monument. Bien que cette inscription ne soit pas en place pour le moment, son photo-négatif est conservé dans les archives scientifiques de l'Institut d'Histoire de l'ANAS sous le nom de Chah Safi caravanserail sous le numéro d'inverseur 68-14.
L'emplacement du caravansérail à Balakhani pendant cette période est une preuve que la Grande Route de la Soie passait par cet endroit. Les marchands logeraient ici dans un hôtel.
Il est restauré en 1968-69 pour le conserver en tant que monument historique et culturel.
Après rénovation, le village de Balakhani a une chance de devenir un lieu touristique préféré.
Le village est reconstruit pour la première fois. Près de 4 000 arbres ont été plantés dans la région. De plus, environ 100 petites entreprises visant à promouvoir l'artisanat, l'art du tissage de tapis, la poterie fonctionneront dans le village.

## Personnalités
- Sadig Rahimov (1914-1975), homme d'État soviétique, est né à Balakhani.
- Avaz Hafizli (-2022), journaliste et militant LGBT est mort assassiné à Balakhani où il résidait.